# Marinestützpunkt Olpenitz

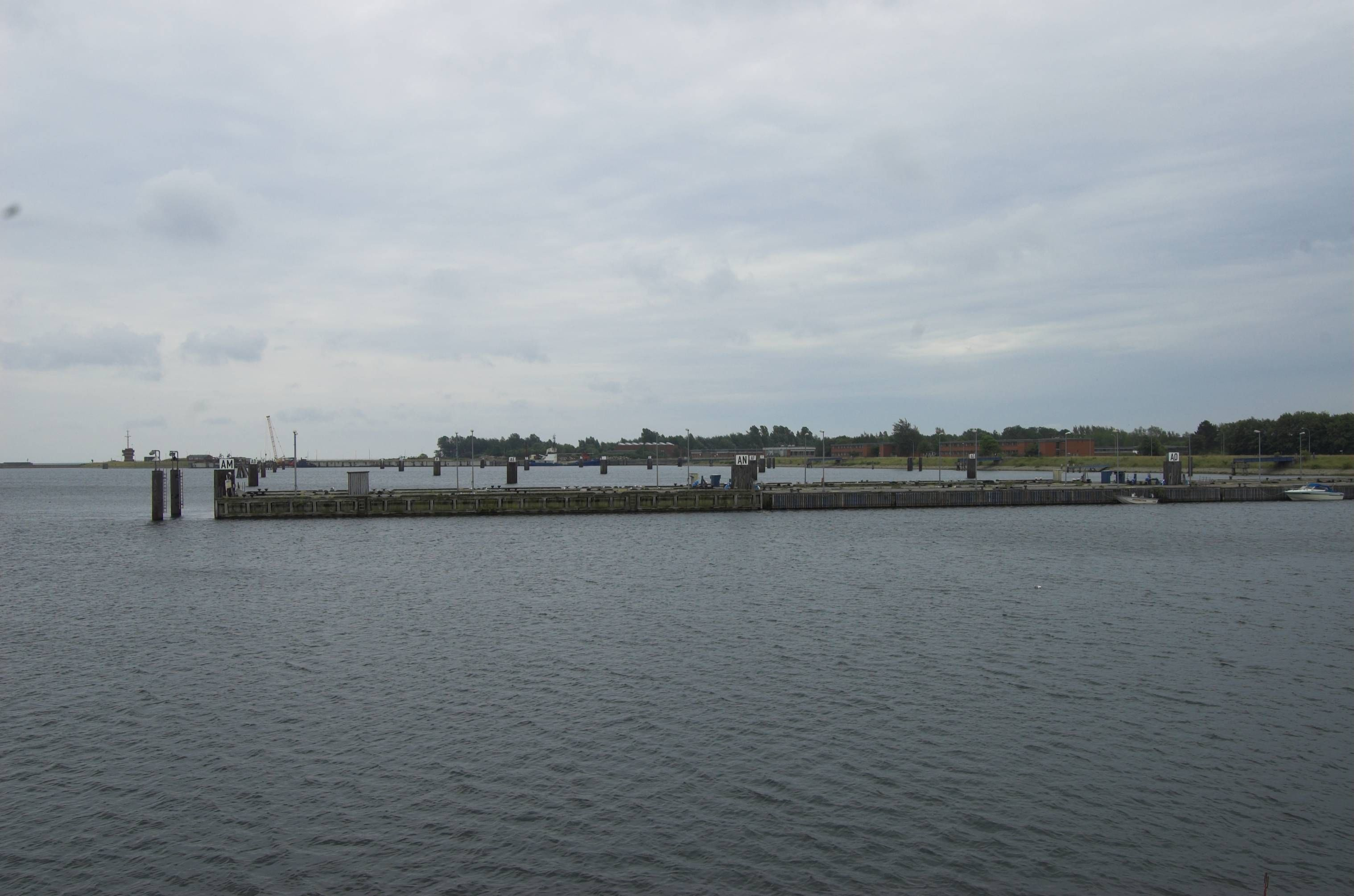
Blick über die Anlagen des stillgelegten Stützpunkts Olpenitz 2009

Der Marinestützpunkt Olpenitz war ein Stützpunkt der Bundeswehr an der Mündung der Schlei in die Ostsee, der von 1964 bis 2006 bestand. Seit 2009 wird auf dem Gelände das Projekt Ostseeresort Olpenitz, früher Port Olpenitz genannt, umgesetzt.

## Geschichte
Der Marinehafen Olpenitz wurde zwischen 1959 und 1964 als Neubauprojekt errichtet. Dabei wurde ein Teil des Schleinoors von der Schlei abgetrennt und durch eine neue Einfahrt mit der Ostsee verbunden.
Zur administrativen Vorbereitung des Stützpunktbetriebs wurde am 15. September 1963 ein vorläufiger Planungsstab beim Marinestützpunktkommando Kiel eingerichtet, der bis zum 31. März 1964 bestand. Am 1. April 1964 wurde das Marinestützpunktkommando Olpenitz im Marinestützpunkt Flensburg-Mürwik aufgestellt und am 1. Oktober 1964 nach Olpenitz verlegt, wo zum 1. Januar 1969 die volle Arbeitsfähigkeit festgestellt wurde. Zwischen 1967 und 1970 wurden zwei Schnellbootgeschwader und ein Minensuchgeschwader nach Olpenitz verlegt.
1993 empfahl die Marineführung, im Zuge der Verkleinerung der Marine den Stützpunkt Olpenitz zu schließen. Aufgrund einer politischen Entscheidung wurde der Stützpunkt jedoch zunächst erhalten. Er erhielt eine neue Funktion als Typstützpunkt der Flottille der Minenstreitkräfte, während den Schnellbooten der  Marinestützpunkt Warnemünde zugewiesen wurde.
Nachdem im Mai 2003 eine neue Struktur für die Bundeswehr beschlossen worden war, die mit weiteren Verkleinerungen einherging, wurde mit dem daraus resultierenden Standortkonzept im November 2004 die Schließung des Stützpunkts Olpenitz verfügt.

## Aufgaben, Organisation und Unterstellung

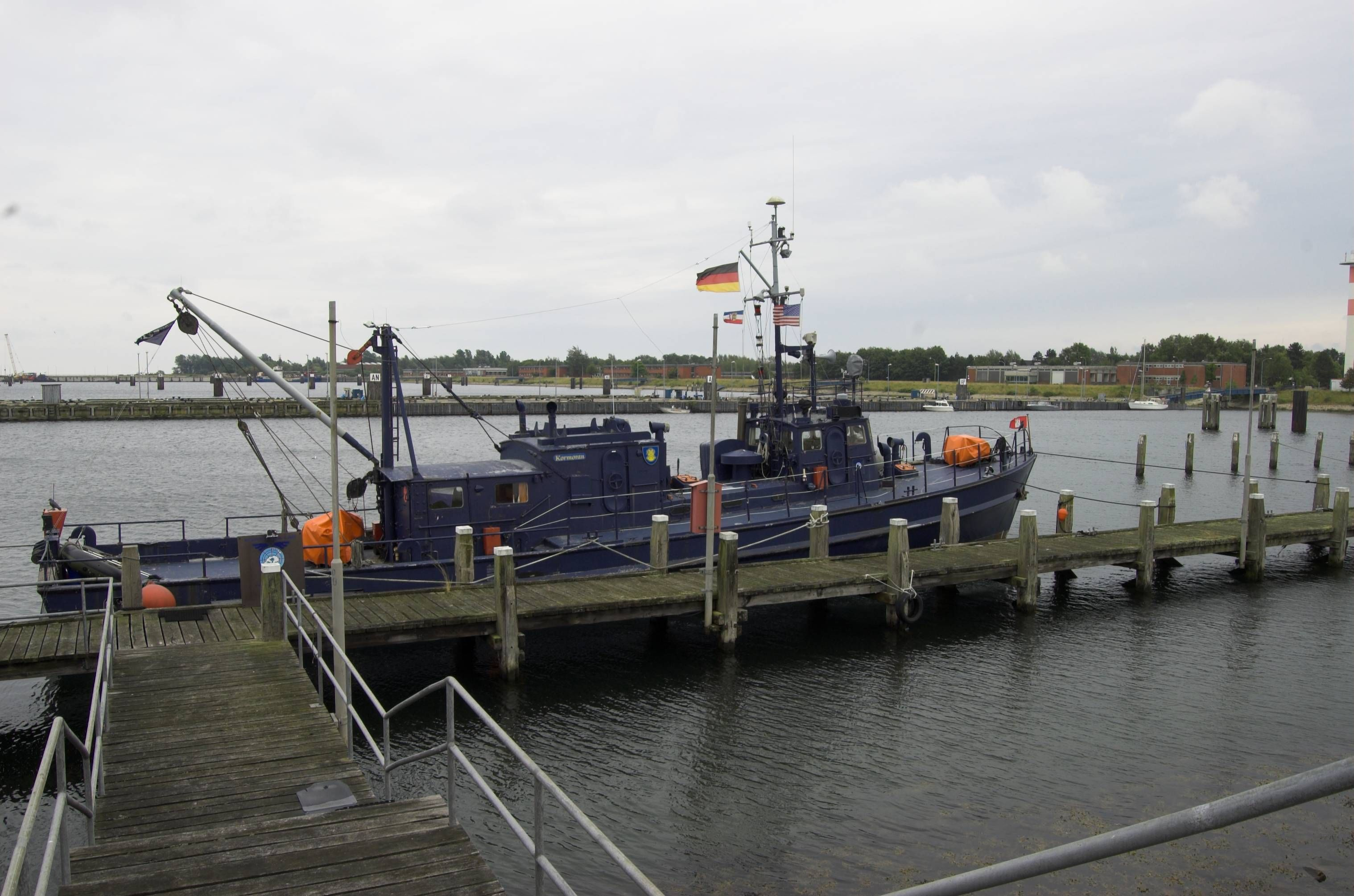
Hafen Olpenitz

Das Marinestützpunktkommando Olpenitz wurde von einem Kommandeur im Dienstgrad eines Fregattenkapitäns geführt, von 1968 bis 1973 von einem Kapitän zur See. Es war truppendienstlich dem Marineabschnittskommando Ostsee unterstellt. Von 1967 bis 1974 unterstand es der Marinedivision Ostsee, anschließend dem neu aufgestellten Marineabschnittskommando Ostsee.
Dem Marinestützpunkt oblag die Versorgung aller zum Stützpunktbereich gehörenden Kommandos und Einrichtungen und aller den Stützpunkt anlaufenden schwimmenden Einheiten. Dafür verfügte er über Liegeplätze, schwimmende, ortsfeste und fahrbare Versorgungsorgane, Reparaturanlagen und eine Sanitätsstaffel.

## Unterstützte Verbände und Einheiten
Im Stützpunkt und im Standortbereich Olpenitz waren eine Anzahl wechselnder Marineverbände und Einheiten stationiert, die durch den Stützpunkt unterstützt wurden, nicht jedoch dem Marinestützpunktkommando unterstanden:
- 2. Schnellbootgeschwader (1970–1994)
- 5. Schnellbootgeschwader (1968–2002)
- 1. Minensuchgeschwader (1992–2005)
- 3. Minensuchgeschwader (1996–2005)
- 5. Minensuchgeschwader (1967–2006)

Außerdem waren in Olpenitz stationiert:
- Teile des 1. Versorgungsgeschwaders
- Teile des Trossgeschwaders
- Marinesanitätsstaffel Olpenitz (zeitweise dem Marinestützpunktkommando Olpenitz unterstellt)
- Marinesignalstelle Olpenitz (Teil der Marinefernmeldegruppe 12)
- Werkstattschiff Odin als Unterstützungseinrichtung des Marinearsenals für die in Olpenitz liegenden Einheiten
- Ausbildungsanlagen der Marineartillerieschule (ab 1974 Marinewaffenschule, Lehrgruppe B)[6]

## Kommandeure (Auswahl)
- Korvettenkapitän August Eggers: von April 1964 bis April 1965
- Korvettenkapitän Karl Hölzer: von Mai 1965 bis September 1968
- Fregattenkapitän/Kapitän zur See Helmut Dau: von Oktober 1968 bis September 1973
- Fregattenkapitän Gustav Reichardt: von Oktober 1973 bis März 1975
- Fregattenkapitän Jürgen Marschall: von April 1975 bis 1981
- Fregattenkapitän Eberhard Eicke: von 1982 bis 1986
- Fregattenkapitän Klausheinrich Solterbeck: von 1986 bis 1992
- Fregattenkapitän Karl-Wilhelm Ohlms: 1994/1995
- Fregattenkapitän Werner Eschelor: von 1996 bis 1998
- Fregattenkapitän Sven Müller-Otte: 1999
- Fregattenkapitän Peter Overdueyn: von 2000 bis 2004
- Fregattenkapitän Hans-Georg Paulinius: ab 2004